# Максимове (заказник)
Макси́мове — гідрологічний заказник місцевого значення в Україні. Розташований у межах Бахмацького району Чернігівської області, на північний захід від села Нове Полісся. 
Площа 13 га. Статус присвоєно згідно з рішенням Чернігівського облвиконкому від 27.12.1984 року № 454; від 28.08.1989 року № 164. Перебуває у віданні ДП «Борзнянське лісове господарство» (Батуринське л-во, кв. 8). 
Статус присвоєно для збереження лучно-болотного природного комплексу, розташованого серед лісового масиву. У деревостані прилеглого лісу переважає осика і дуб. 